# Řebří
Řebří je malá vesnice, část obce Svojšín v okrese Tachov v Plzeňském kraji. Nachází se asi dva kilometry jihozápadně od Svojšína. Je zde evidováno 26 adres. V roce 2011 zde trvale žilo 31 obyvatel.
Řebří je také název katastrálního území o rozloze 4,11 km².

## Historie
První písemná zmínka o vesnici pochází z roku 1379.

## Obyvatelstvo
| Rok            | 1869 | 1880 | 1890 | 1900 | 1910 | 1921 | 1930 | 1950 | 1961 | 1970 | 1980 | 1991 | 2001 | 2011 | 2021 |
| -------------- | ---- | ---- | ---- | ---- | ---- | ---- | ---- | ---- | ---- | ---- | ---- | ---- | ---- | ---- | ---- |
| Počet obyvatel | 364  | 264  | 301  | 270  | 224  | 254  | 268  | 57   | 84   | 72   | 45   | 34   | 31   | 31   | 43   |
| Počet domů     | 44   | 48   | 48   | 49   | 51   | 49   | 52   | 36   | 36   | 18   | 15   | 7    | 23   | 10   | 24   |

## Obecní správa
Při sčítání lidu v letech 1850–1879 Řebří bylo osadou obce Ošelín v okrese Stříbro. V letech 1880–1959 bylo samostatnou obcí v okrese Stříbro. Od roku 1960 je částí obce Svojšín v okrese Tachov.

## Pamětihodnosti
- Židovský hřbitov v Ošelíně

## Další fotografie

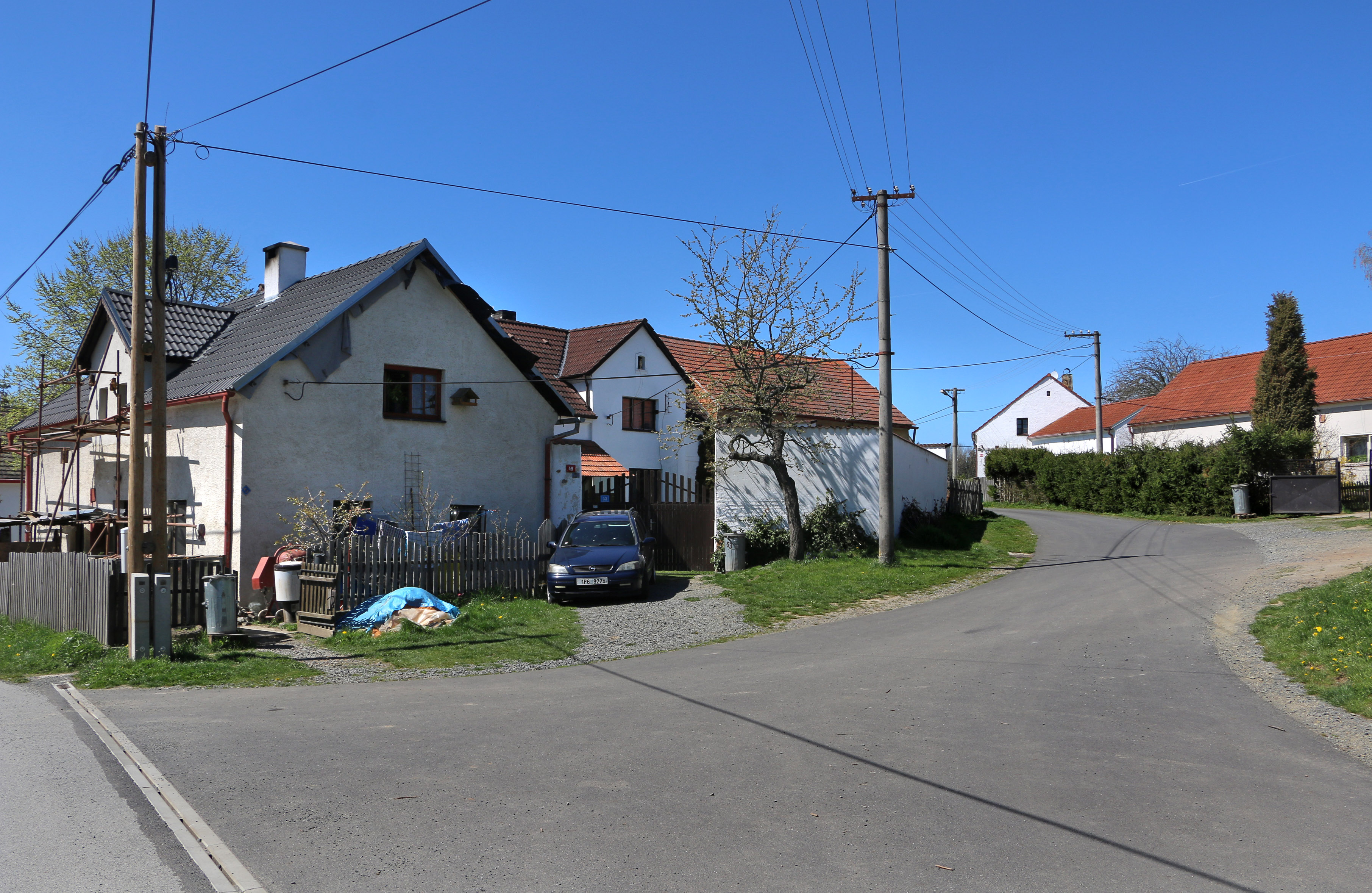
Západní část vesnice
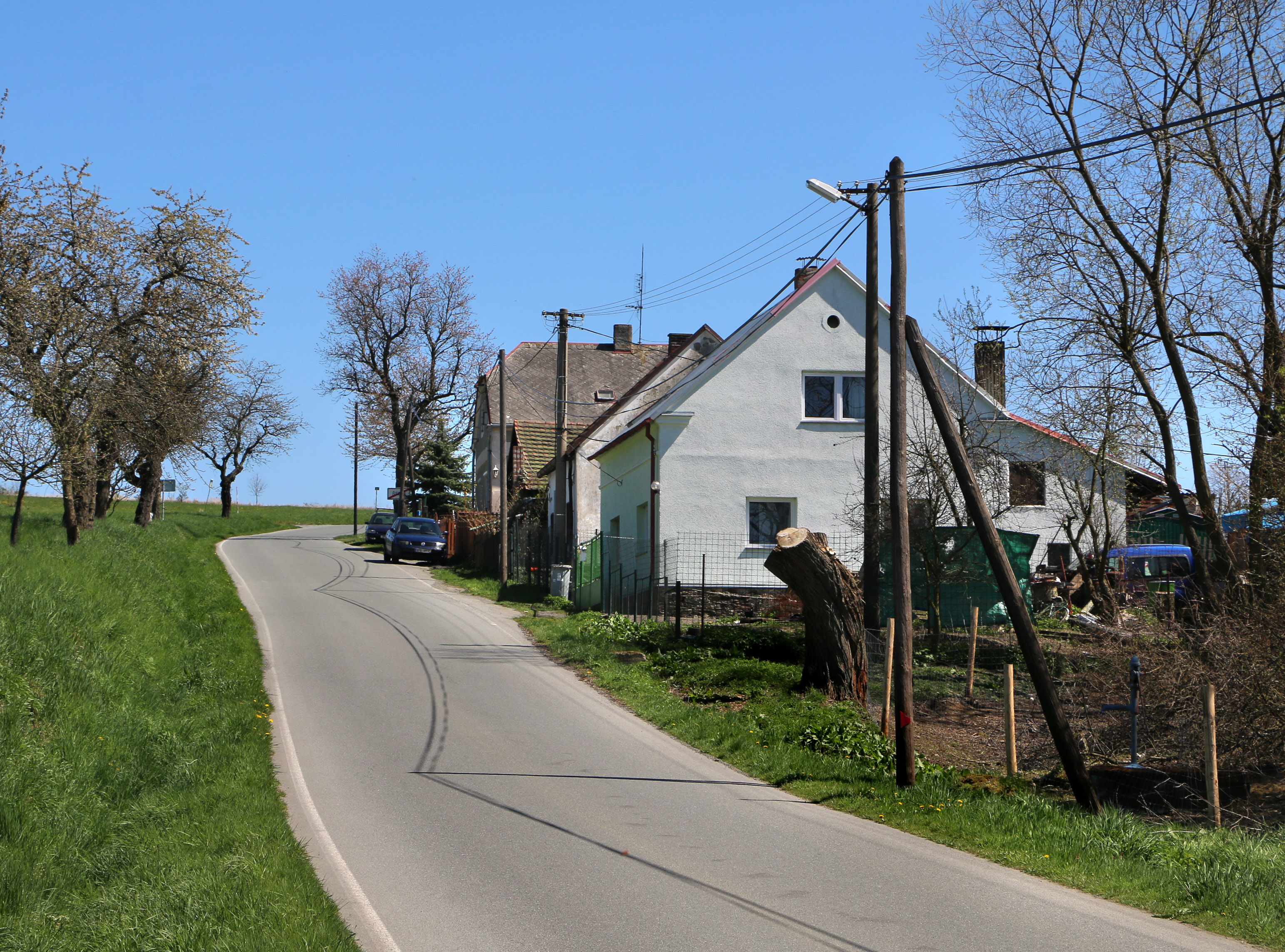
Silnice k Svojšínu
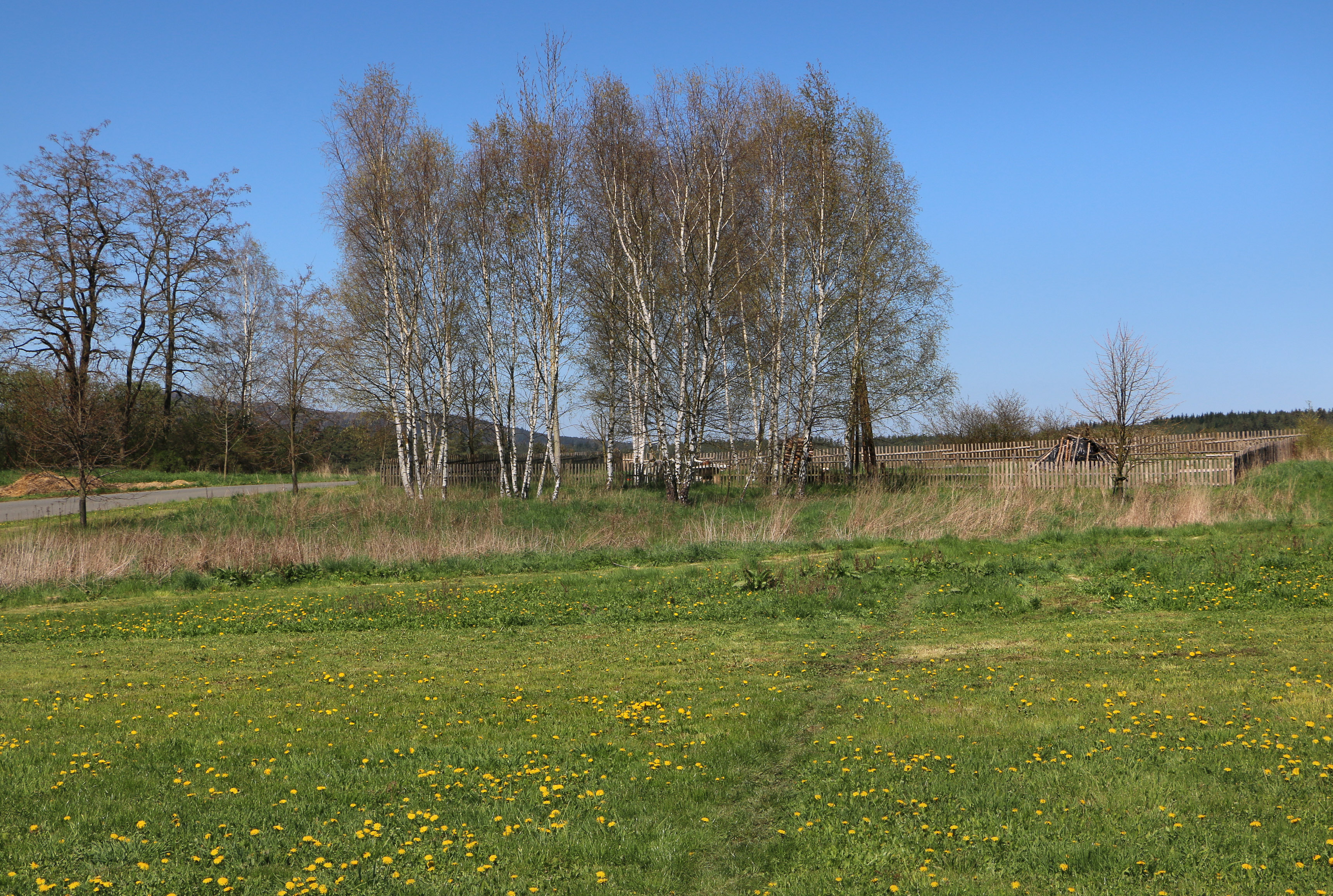
Březový hájek u vesnice